# 情熱のルムバ
情熱のルムバ（じょうねつのるんば）は、1950年12月29日公開の高峰三枝子主演の松竹映画。また同名の主題歌。

## キャスト
- 薬王寺旬子…高峰三枝子
- 宮原武治…若原雅夫
- 穴倉敏明…徳大寺伸
- 新井俊子…西條鮎子
- 三輪重信…清水一郎
- 内堀みゆき…桜むつ子
- 旬子の母・智子…吉川満子
- 叔母・弘子…岡村文子
- 平野助教授…山村聡
- 学生・桐野…高橋貞二
- 学生・谷本…大坂志郎
- 西脇…安部徹

## スタッフ
- 製作：小倉武志
- 監督：佐々木康
- 音楽：万城目正
- 脚本：長瀬喜伴
- 撮影：生方敏夫

## 主題歌
- 「情熱のルムバ」（歌：高峰三枝子、作詞：藤浦洸、作曲：万城目正）